# Зорин, Иван Васильевич (Герой Социалистического Труда)
Ива́н Васи́льевич Зо́рин (1906—1980) — передовик советского сельского хозяйства в Оренбуржье, председатель колхоза им. В. И. Ленина, Герой Социалистического Труда (1957).

## Биография
Родился 5 февраля 1906 года в селе Скворцовка Бузулукского уезда Самарской губернии (ныне Курманаевского района Оренбургской области) в русской крестьянской семье. Получил начальное образование. Колхозником начал трудиться в 1929 году, когда в колхоз вступила его семья. Уже в 1934 году был избран заместителем, а в 1936 году — и председателем правления колхоза «Память Чапаева».
Принял участие в Советско-финской войне. После ранения демобилизовался из РККА, вернулся на родину и в 1940 году был избран председателем колхоза «Большевик» Курманаевского района Чкаловской области.
В 1948 году в результате укрупнения новое хозяйство, объединённое из трёх колхозов, было названо колхозом «По сталинскому пути», которое он возглавил в 1950 году. Под его руководством колхоз стал одним из передовых в Чкаловской области по производству хлеба, животноводческой продукции и по культуре быта. Благодаря освоению целины и улучшению агротехники средняя урожайность зерновых в 1956—1958 годах составила в колхозе 17 центнеров с каждого гектара. Колхоз досрочно выполнил задания 1956 года, заготовив более 200 тысяч пудов отборного зерна, получил большие денежные доходы и стал миллионером. Высокие прибыли дали колхозу возможность развивать хозяйственное строительство, благоустраивать село, выделять немалые суммы денег и большое количество продуктов на трудодни.
Указом Президиума Верховного Совета СССР от 11 января 1957 года за особые заслуги в освоении целинных и залежных земель, успешное проведение уборки урожая и хлебозаготовок в 1956 году председателю колхоза «По сталинскому пути» Ивану Васильевичу Зорину было присвоено звание Героя Социалистического Труда с вручением ордена Ленина и медали «Серп и Молот».
В июне 1960 года, после подчинения колхозу других окрестных хозяйств, был организован один большой колхоз — имени В. И. Ленина. Новое хозяйство, председателем которого единодушно был избран И. Зорин, также стало одним из передовых в Оренбургской области. Члены коллективного хозяйства регулярно добивались высоких урожаев зерновых и огородных культур, развивали животноводство.
Многократно избирался депутатом Верховного Совета РСФСР 2—5-го созывов (1947—1963), а также членом Чкаловского (Оренбургского) обкома и Курманаевского райкома КПСС.
В 1970 году вышел на заслуженный отдых. Проживал в селе Лабазы Курманаевского района на улице Крупской.
Скончался 7 сентября 1980 года. На доме, где жил И. В. Зорин, 8 сентября 2006 года была установлена мемориальная доска.

## Награды
- медаль «Серп и Молот» (11.01.1957)
- три ордена Ленина (03.04.1948, 11.01.1957, 22.03.1966)
- медаль «За трудовую доблесть» (24.08.1951)
- ещё три медали СССР
- шесть медалей ВДНХ СССР